# Хань Сяопен
Хань Сяопен (кит.: 韩晓鹏 Hán Xiǎopéng, 13 грудня 1983, Пейсянь, Китай) — китайський фристайліст, чемпіон світу 2007 року та олімпійський чемпіон 2006 у акробатиці.
Він став першим китайцем, що виграв золото на зимових Олімпіадах.